# Georg Graf von Plettenberg
Georg Graf von Dücker-Plettenberg (Haus Alst, 11 luglio 1918 – Dortmund, 29 luglio 1980) è stato un militare tedesco, insignito della Croce di cavaliere della croce di ferro con fronde di quercia durante la seconda guerra mondiale.

## Biografia
Georg Graf von Dücker-Plettenberg apparteneva ad un'antichissima famiglia nobile prussiana; suo padre, il conte Clemens era un Rittmeister, sua madre Clothilde era figlia del proprietario terriero Maximilian Graf von Landsberg-Velen. Plettenberg entrò 1937 come sottotenente in un reparto di cavalleria della Wehrmacht; nell'agosto del 1939 assunse il comando di una compagnia da ricognizione blindata, con cui partecipò alla campagna di Francia nel maggio del 1940.
Distintosi durante l'operazione Barbarossa nel giugno del 1941, si guadagnò il grado di tenente ed il comando di una compagnia di fanteria motorizzata della 16. Panzer-Division; durante la battaglia di Uman fu staffetta dello stato maggiore di Gerd von Rundstedt. Ferito gravemente nell'autunno del 1942, tornò in Germania come capitano della riserva. Nel gennaio 1944 fu inviato presso le truppe tedesche in Italia e il 5 febbraio 1944 fu insignito della Croce del cavaliere con fronde di quercia per il suo coraggio; dall'autunno 1944 fu dislocato in Ungheria e promosso maggiore. Nell'agosto 1947 sposò Ida Gräfin von Thun und Hohenstein (* 1916); ebbero quattro figli. Morì a Dortmund il 29 luglio 1980.